# Décès en novembre 1982
Décès
- 1978
- 1979
- 1980
- 1981
- 1982
- 1983
- 1984
- 1985
- 1986

Pour une information complémentaire, voir la page d'aide.

| Date        | Nom                | Pays                 | Activités                                             | Âge | Source |
| ----------- | ------------------ | -------------------- | ----------------------------------------------------- | --- | ------ |
| 14 novembre | Marguerite Thibert | Drapeau de la France | Militante féministe et haute fonctionnaire française. | 96  |        |